# لويس مونيوث ريفيرا (سياسي)
لويس مونيوث ريفيرا (بالإسبانية: Luis Muñoz Rivera)‏ هو صحفي وشاعر وسياسي أمريكي وإسباني، ولد في 17 يوليو 1859 في الولايات المتحدة، وتوفي في 15 نوفمبر 1916 في الولايات المتحدة. حزبياً، نشط في إتحاد بورتو ريكو ‏. وقد انتخب المفوض المقيم لبورتوريكو (4 مارس 1911 – 15 نوفمبر 1916).

## روابط خارجية
- لويس مونيوث ريفيرا على موقع الموسوعة البريطانية (الإنجليزية)